# Факультет международных отношений Санкт-Петербургского государственного университета
Факультет международных отношений Санкт-Петербургского государственного университета (ФМО СПбГУ) — учебное и научное подразделение в составе Санкт-Петербургского государственного университета. Создание факультета в 1994 году стало возрождением университетской традиции подготовки специалистов-международников, заложенной ещё в XIX веке на юридическом и восточном факультетах и прерванной в советское время. Основан решением Учёного совета СПбГУ 28 марта 1994 года, открыт 19 декабря 1994 года. С момента создания факультет располагается в историческом здании ансамбля Смольного монастыря, построенного архитектором Ф. Б. Растрелли.
По мнению К. К. Худолея, считается одним из ведущих центров России по изучению международных отношений и мировой политики.

## История

### Предыстория (XVIII—XX века)
Традиция изучения международных отношений в Санкт-Петербургском университете имеет глубокие исторические корни. Уже в XVIII веке в рамках Петровского университета преподавались «гуманиора, история и права», заложившие основу для будущих юридических и исторических дисциплин. После преобразования Главного педагогического института в Университет в 1819 году на юридическом факультете была создана кафедра международного права, которая во второй половине XIX века, под руководством Ф. Ф. Мартенса, превратилась во всемирно известную научную школу.
Важнейшую роль в подготовке специалистов для дипломатической и консульской службы играл Восточный факультет, открытый в 1855 году.
В советский период эта традиция была продолжена созданием в 1944 году на историческом факультете кафедры истории международных отношений и внешней политики СССР. Кафедра готовила аналитиков и дипломатов, однако в 1950 году она была закрыта в ходе кампании по «ленинградскому делу». Последующие предложения о её воссоздании отклонялись, а с 1970-х годов был фактически введён запрет на публикации по проблемам современных международных отношений в ленинградских научных издательствах, что привело к упадку этого научного направления в университете на 44 года.

### Создание и развитие (с 1994 года)
Воссоздание факультета в 1994 году стало ответом на кардинальные изменения в жизни России: резкое расширение международных связей и рост общественного запроса на специалистов-международников. Процесс основания сопровождался острыми дискуссиями в университетской среде о целесообразности создания факультета прикладного профиля в классическом университете и о перераспределении ресурсов в условиях сокращения госбюджетного финансирования.
Ключевую роль в создании факультета сыграли ректор СПбГУ, академик С. П. Меркурьев, и декан математико-механического факультета, член-корреспондент РАН Г. А. Леонов. Инициативу также поддержали академики А. А. Фурсенко и Б. В. Ананьич, рассматривавшие создание факультета как «устранение несправедливости, допущенной в те годы». Поддержка мэрии Санкт-Петербурга в лице мэра А. А. Собчака и его заместителя В. В. Путина помогла преодолеть бюрократические препятствия на федеральном уровне.
При разработке концепции был изучен опыт МГИМО и ведущих зарубежных центров. В итоге была принята междисциплинарная модель, сочетающая изучение истории, теории международных отношений, международного права и мировой экономики, что отличало факультет от чисто лингвистических или политологических подходов. 28 марта 1994 года Учёный совет СПбГУ принял решение о создании факультета, а 14 апреля 1994 года и. о. ректора Л. А. Вербицкая подписала соответствующий приказ.
Первым деканом стал доктор исторических наук, профессор Константин Константинович Худолей (1994—2010). В 2010—2011 годах факультет возглавлял к.и.н. Юрий Сергеевич Кузьмин. С 2011 года деканом является д.и.н., профессор Ирина Николаевна Новикова.

### Этапы развития
- Первый этап (1994 — середина 2000-х) — становление. В этот период факультет переехал в 8-й подъезд здания Смольного, были созданы первые кафедры, открыты Центр документации Европейского союза и Информационный центр Совета Европы, а также проведена первая крупная международная конференция[15].
- Второй этап (середина 2000-х — начало 2020-х) — быстрый рост. После получения СПбГУ особого статуса и права на собственные образовательные стандарты было открыто большинство магистерских программ. Факультет стал центром аналитической работы, укрепил международные связи и превратился в один из ведущих центров по изучению международных отношений в России[16].
- Третий этап (с начала 2020-х) — адаптация к новым условиям. Характеризуется внедрением онлайн-технологий, созданием курсов для международных образовательных платформ, открытием программы «Искусственный интеллект и международная безопасность» и проведением Санкт-Петербургских конгрессов исследователей международных отношений (2022, 2024)[17].

## Структура
В структуру факультета входят 6 кафедр:
- Кафедра европейских исследований
- Кафедра международных гуманитарных связей
- Кафедра теории и истории международных отношений
- Кафедра американских исследований
- Кафедра мировой политики
- Кафедра международных отношений на постсоветском пространстве

## Профессорско-преподавательский состав
Факультет продолжает традиции преподавания, заложенные учёными-международниками Санкт-Петербургского университета, такими как Ф. Ф. Мартенс, В. П. Васильев и другими. Сильной чертой современного коллектива является представленность всех поколений учёных и постоянный процесс пополнения кадров высшей квалификации. За 30 лет деятельности 25 преподавателей факультета защитили докторские диссертации. В результате доля докторов наук среди преподавателей, работающих на полную ставку, возросла с 16 % до 27 % (2024).

## Образовательная деятельность
Учебный процесс построен на основе собственных образовательных стандартов СПбГУ. Факультет реализует онлайн-курсы на российской платформе «Открытое образование» и международной платформе XuetangX (Китай). Для усиления связи с практикой созданы Советы образовательных программ, которые возглавляют ведущие учёные и практики. Например, председателем Совета программы «Исследования БРИКС» является заместитель министра иностранных дел РФ С. А. Рябков.

### Магистратура
По состоянию на сентябрь 2024 года на факультете реализуется 16 магистерских программ.
| Название программы                                                 | Год открытия | Руководитель программы    |
| ------------------------------------------------------------------ | ------------ | ------------------------- |
| Американские исследования                                          | 1996         | Профессор Ю. Г. Акимов    |
| Европейские исследования                                           | 1996         | Доцент Н. Г. Заславская   |
| История международных отношений в XX—XXI вв.                       | 2001         | Профессор Р. В. Костюк    |
| Международные отношения на постсоветском пространстве              | 2001         | Профессор Н. С. Ниязов    |
| Мировая политика                                                   | 2002         | Профессор Н. Ю. Маркушина |
| Исследования Балтийских и Северных стран                           | 2003         | Доцент Д. А. Ланко        |
| Международные гуманитарные связи                                   | 2003         | Доцент Н. М. Боголюбова   |
| Исследования Тихоокеанского региона                                | 2003         | Профессор Н. А. Цветкова  |
| Международные отношения (на английском языке)                      | 2003         | Доцент О. В. Григорьева   |
| Международное сотрудничество в области окружающей среды и развития | 2004         | Доцент Н. К. Харлампьева  |
| Дипломатия Российской Федерации и зарубежных стран                 | 2006         | Профессор С. Л. Ткаченко  |
| Теория международных отношений и внешнеполитический анализ         | 2006         | Профессор В. Н. Конышев   |
| Стратегические исследования (на английском языке)                  | 2010         | Профессор А. Ю. Павлов    |
| Связи с общественностью в сфере международных отношений            | 2011         | Доцент Р. С. Выходец      |
| Исследования БРИКС                                                 | 2019         | Профессор В. Л. Хейфец    |
| Искусственный интеллект и международная безопасность               | 2022         | Профессор К. А. Панцерев  |

## Научная деятельность
С 2018 года факультет издаёт собственную серию журнала «Вестник Санкт-Петербургского университета. Международные отношения», в котором публикуются авторы из России, Австралии, Аргентины, Бразилии, Индии, Китая, США и других стран. Факультет является организатором крупных научных мероприятий, включая форумы «Россия — Латинская Америка», «Азиатский диалог» и Санкт-Петербургский конгресс исследователей международных отношений.

## Студенческая жизнь
На факультете действует Студенческое научное общество (СНО), которое организует конференции, ролевые игры («Модель ООН») и ведёт собственный блог на сайте Российский совет по международным делам. Студенты факультета неоднократно становились победителями всероссийского конкурса «Студенческий стартап».
Отличительной чертой факультета является интернациональный состав учащихся. За 30 лет здесь прошли обучение студенты из 109 государств, в том числе из Китая, Японии, Казахстана, Турции, Италии, Германии, Бразилии, Ирана, Франции и США.

## Место в рейтингах
СПбГУ стабильно занимает высокие позиции в предметных рейтингах по направлению «Политология и международные отношения».
- В международном рейтинге QS World University Rankings по предмету «Politics & International Relations» университет входит в группу 51-100 лучших в мире (2024)[26].
- В российском предметном рейтинге «Три миссии университета» СПбГУ занял 1-е место в 2022 году и 2-е место в 2023 году, уступив МГУ[27].

## Известные посетители
За годы работы факультет принимал многих российских и зарубежных политиков, государственных и общественных деятелей. Среди них были:
- Президент России В. В. Путин (2002, совместно с президентом США Дж. Бушем-младшим)
- Председатель КНР Си Цзиньпин (2019)
- Президент Франции Ж. Ширак и канцлер ФРГ Г. Шрёдер (2003)
- Президент СССР М. С. Горбачёв
- Председатель 73-й сессии Генеральной Ассамблеи ООН Мария Фернанда Эспиноса Гарсес[28]

## Выпускники
Выпускники факультета работают в Администрации Президента России, аппаратах Правительства и Федерального Собрания, МИД России. Высокий уровень их подготовки отмечал министр иностранных дел РФ С. В. Лавров. Они также строят карьеру в крупных корпорациях («Газпром», «Роснефть»), международных организациях (Всемирный банк, Межпарламентская ассамблея СНГ) и участвовали в организации крупных международных мероприятий, таких как Олимпийские игры в Сочи.
Среди известных выпускников — писатель и сценарист Александр Цыпкин.